# Cybalomia pulverealis
Cybalomia pulverealis là một loài bướm đêm trong họ Crambidae.